# (36957) 2000 SB275
2000 SB275 (asteroide 36957) é um asteroide da cintura principal. Possui uma excentricidade de 0.07039870 e uma inclinação de 3.73998º.
Este asteroide foi descoberto no dia 28 de setembro de 2000 por LINEAR em Socorro.